# E574
E574 eller Europaväg 574 är en europaväg som går från Bacău till Craiova i Rumänien. Längd 420 km.

## Sträckning
Bacău - Brașov - Pitești - Craiova

## Standard
Vägen är landsväg hela sträckan.

## Anslutningar till andra europavägar
| - E85 - E60 - E68 |  | - E70 - E81 - E79 |